# Chrysina auropunctata
Chrysina auropunctata är en skalbaggsart som beskrevs av Ohaus 1913. Chrysina auropunctata ingår i släktet Chrysina och familjen Rutelidae. Inga underarter finns listade i Catalogue of Life.